# Wehrsportgruppe Rohwer
Wehrsportgruppe Rohwer ist eine Bezeichnung in der sozialwissenschaftlichen Literatur für eine Gruppe von Neonazis um Uwe Rohwer und Michael Kühnen. Weitere Bezeichnungen sind Kühnen-Gruppe oder Werwolfgruppe Rohwer. Sie wird auch unspezifisch als Vereinigung im Umfeld der Aktionsfront Nationaler Sozialisten (ANS) bezeichnet. Die Mitglieder selbst nannten sich Werwölfe.
Die 1979 im Bückeburger Prozess wegen Bildung einer terroristischen Vereinigung und anderer Delikte angeklagten Gruppenmitglieder wurden nach den zentralen Akteuren auch Kühnen-Schulte-Wegener-Gruppe genannt.

## Geschichte
Als Vorläufer der WSG Rohwer kann die Gruppe Otte angesehen werden. Auch sie war eine rechtsterroristische Gruppe, die in den Jahren vor der WSG Rohwer aktiv war. Sie hortete Waffen und Sprengstoff und zündete im Herbst 1977 zwei Bomben. Nach ihrer Zerschlagung durch die Polizei übernahm die Wehrsportgruppe Rohwer die Durchführung weiterer rechtsterroristischer Aktionen. Von 1977 bis 1978 verübte die Gruppe sieben Anschläge und Überfälle.
Anführer der Gruppe war der Kaufmann und NPD-Mitglied Uwe Rohwer. Ziel der Gruppe war es, ihre Anschläge linken Gruppen unterzuschieben, um durch eine verunsicherte Bevölkerung den Boden für einen Rechtsputsch zu bereiten. Die durch die Aktionen der Gruppe beschafften Waffen und Finanzmittel sollten final zur Befreiung von Rudolf Heß und zur Sprengung eines KZ-Ehrenmales verwendet werden. Des Weiteren war die Ermordung von Beate und Serge Klarsfeld geplant. Auch war ein Anschlag auf die Berliner Mauer und die Transitstrecke Lauenburg–Westberlin geplant.
In ihrer Organisation agierte die Gruppe nach dem Vorbild linksextremistischer Vereinigungen.

## Straftaten
Am 22. November 1977 überfiel die Gruppe Bundeswehrsoldaten in einer Kaserne in Wentorf bei Hamburg und raubte die Waffe (HK G3) des Wachhabenden.
Am 5. Februar 1978 fuhr ein Kommando von fünf Mann mit zwei Wagen 200 Kilometer aus Norddeutschland Richtung Süden. Um 2:40 Uhr nachts stiegen drei schwarzvermummte Mitglieder auf den NATO-Truppenübungsplatz Bergen-Hohne und stürmten das Wachzelt einer Einheit der Niederländischen Streitkräfte. Mit Maschinenpistolen im Anschlag zwangen sie die niederländischen Soldaten sich hinzulegen und entwendeten deren Waffen: vier Uzi-Maschinenpistolen und Munition. Die Gruppe überwältigte zwei Niederländer, die zur Hilfe herbeigeeilt waren. Einer der Überfallenen berichtete als Zeuge bei dem späteren Prozess, dass er zunächst wohl erschossen werden sollte, allerdings hätten es die Täter dann dabei bewenden lassen, „uns mit der Faust ins Gesicht zu schlagen und ins Gesicht zu treten“.
In gleichem Stil überfiel die Gruppe mehrere Bundeswehr-Außenposten.
Darüber hinaus überfielen zwei Mitglieder der Gruppe die Hamburger Sparkasse am Volksdorfer Damm. Die maskierten und mit Pistole und MP bewaffneten Männer raubten dabei 66.000 DM. Einen Kölner Geschäftsmann beraubten sie ebenfalls. Am Ende hatte die Gruppe rund 150.000 DM Gesamtbeute gemacht.